# Rumor (песня Ли Брайса)
«Rumor» — песня американского кантри-певца Ли Брайса, вышедшая 16 июля 2018 года в качестве 2-го сингла с его четвёртого студийного альбома Lee Brice (2017).

## История
Брайс написал песню вместе с Эшли Горли и Кайлом Джейкобсом. Он сказал, что эта песня является «естественным возвратом» в маленький город, в котором он вырос, где слухи быстро распространяются, будь то правда или ложь. Песня в стиле кантри была описана как «баллада с блюзовым оттенком», и о мужчине и женщине, которые настолько близки друг к другу, что люди сплетничают о них, несмотря на то, что они не находятся в отношениях.
Песня появилась на радио 16 июля, а для продажи в качестве сингла вышла 4 сентября 2018 года. Впервые попала в кантри-чарт Country Airplay журнала Billboard на 59-е место и в чарт Hot Country Songs на 44-е место в дату с 15 сентября 2018. К апрелю 2019 года было продано 131,000 копий в США. К июлю 2019 она стала пятым чарттоппером Брайса в радиоэфирном кантри-чарте Country Airplay и впервые после его хита «I Don’t Dance» в августе 2014 года. Также она стала наивысшей в карьере певца в основном американском сингловом хит-параде Billboard Hot 100, где поднялась до 25-го места.
Перове место в радиоэфирном кантри-чарте Country Airplay песня заняла спустя 43 недели нахождения в чарте.

## Музыкальное видео
Официальное музыкальное видео вышло 5 сентября 2018 года. Его снял режиссёр Ryan «Spidy» Smith, а съёмки проходили в Нашвилле. В видео снималась жена певца Сара.

## Чарты и сертификации

### Еженедельные чарты
| Чарт (2018—2019)                    | Высшая позиция |
| ----------------------------------- | -------------- |
| Канада (Billboard Canadian Hot 100) | 70             |
| Канада (Billboard Country)          | 11             |
| США (Billboard Hot 100)             | 25             |
| США (Billboard Adult Contemporary)  | 18             |
| США (Billboard Country Airplay)     | 1              |
| США (Billboard Hot Country Songs)   | 2              |

### Сертификации
| Регион                                                                      | Сертификация  | Продажи   |
| --------------------------------------------------------------------------- | ------------- | --------- |
| США (RIAA)                                                                  | 5× Платиновый | 5 000 000 |
| Данные о продажах + прослушиваниях приведены только на основе сертификации. |               |           |